# 騰訊囲棋選手権戦
騰訊囲棋選手権戦（てんせんといきせんしゅけんせん、腾讯围棋锦标赛）は、中国の囲碁の棋戦。騰訊（テンセント）のネット囲碁参加棋士によって行われる。略称はTWT(Tencent Weiqi Tournament)。
- 主催 騰訊棋牌
- 共催 野狐囲棋網
- 指導 国家体育総局棋牌運動管理センター、中国囲棋協会
- 優勝賞金 (1回)10万元、(2回)15万元、(3回)90万元、(4-6回)70万元、(7回)60万元

2017年第3回では上位2名、2018年は優勝者が、AI囲碁ソフト「絶芸」との対戦を行なった。

## 方式
- 出場選手 第1-2回は、テンセント（騰訊）ネット囲碁のランキング上位64名、第3回は128名が参加。（中国以外の棋士も参加）
- 方式 ランキング上位5位以下によるトーナメント勝ち抜き者4名選出まではネット碁で行う。勝ち抜き者とランキング上位4名の計8名によるトーナメントはリアル対局。
- 持時間 第1-2回は各20分、上位8名は各40分、1分の秒読み3回。第3回は各30分。第4回は各2時間、1分の秒読み5回。

## 過去の優勝者と決勝戦
（左が優勝者）
- 第1回 2015年 童夢成 - 李翔宇
- 第2回 2016年 楊鼎新 - 周賀璽
- 第3回 2017年 童夢成 - 連笑
- 第4回 2018年 李欽誠 - 柯潔
- 第5回 2019年 辜梓豪 2-0 范蘊若
- 第6回 2020年 卞相壹 2-1 楊鼎新
- 第7回 2021年 王星昊 2-1 申眞諝

## 絶芸（人工知能）挑戦戦
- 2017年12月16日 絶芸 - 童夢成、絶芸 - 連笑 [1]
- 2018年11月21日（賞金20万元） 李欽誠(2子) - 絶芸

## 注
1. ↑  童梦成负AI坦言学到很多 柯洁：恭喜绝艺团队